# Liste der Naturdenkmale in Lauta
Die Liste der Naturdenkmale in Lauta nennt die Naturdenkmale in Lauta im sächsischen Landkreis Bautzen.

## Definition
„Naturdenkmäler sind rechtsverbindlich festgesetzte Einzelschöpfungen der Natur oder entsprechende Flächen bis zu fünf Hektar, deren besonderer Schutz erforderlich ist
1. aus wissenschaftlichen, naturgeschichtlichen oder landeskundlichen Gründen oder
2. wegen ihrer Seltenheit, Eigenart oder Schönheit.“

## Liste
Link zu einem Kartenansichtstool, um Koordinaten zu setzen.
| Bild | Bezeichnung       | Lage                                        | Beschreibung | Datum | Nummer |
| ---- | ----------------- | ------------------------------------------- | ------------ | ----- | ------ |
| BW   | Lindenallee Lauta | Dorf Lauta (51° 28′ 2,6″ N, 14° 3′ 56,9″ O) |              |       | KM177  |
| BW   | Lindenallee Lauta | Dorf Lauta (51° 28′ 3″ N, 14° 3′ 57,2″ O)   |              |       | KM177  |